# Ilse Friedheim
Ilse Friedheim (Hamburg, Alemanya, 1901 - 12 d'octubre de 1990) fou una metgessa jueva alemanya.
Després de graduar-se el 1931, va treballar durant tres anys a l'Hospital Universitari Hamburg-Eppendorf, on esdevingué una metgessa especialista, però va ser acomiadada d'aquest hospital a conseqüència de les lleis antisemites a l'Alemanya nazi de 1935, anomenades lleis de Nuremberg, que van classificar les persones segons la «sang alemanya o afí» dels seus ascendents. Se li va permetre continuar treballant a l'Hospital Jueu d'Hamburg, l'Israelitisches Krankenhaus Hamburg, fins al 1938, quan fou novament acomiadada, ja que ni ella ni el seu pare havien servit a la Primera Guerra Mundial, condició per continuar treballant. La seva, no va ser pas l'única biografia esquinçada arran de l'arribada del govern nacionalsocialista a Alemanya, responsable de la privació dels drets dels metges jueus. Entre els metges d'aquesta llista ubicats a l'hospital Jueu d'Hamburg, a més d'Ilse Friedheim, es troben també Gerhard Gabriel, Ernst-Oskar Friedländer i Helmut Nathan.
Va emigrar a l'Índia el 1939 per treballar en un hospital de missió per a dones a Srinagar, al Caixmir. Després que el 1942 ingressà al Royal Army Medical Corps, el cos dels serveis mèdics de l'exèrcit britànic, sent promoguda ben aviat al grau de major, i participà en els destacaments sanitaris a l'Índia fins a la seva desmobilització el 1947, quan es traslladà a Londres. Malgrat la demostració de la seva vàlua com a metgessa i especialista durant la guerra, la seva titulació no fou suficient per a ser inclosa al registre mèdic del Regne Unit, raó per la qual es veié obligada a haver de treballar com a ajudant de laboratori mèdic fins a la creació del NHS, el Servei Nacional de Salut britànic. Més endavant, acabà unint-se a una consulta de medicina general al barri de Battersea, al municipi londinenc de Wandsworth. També va treballar com a assessora mèdica de la seu de la Societat Missionera de l'Església. Finalment, però, va haver de renunciar a aquesta feina, ja que la seva salut començà a disminuir i va esdevenir cada vegada més precària, encara que no va perdre mai l'interès per la medicina. Tampoc abandonà la seva col·laboració amb l'Associació de Jueus Refugiats a la Gran Bretanya (AJR), participant en campanyes de solidaritat i recollida de fons.